# Безнадзорные животные в Москве

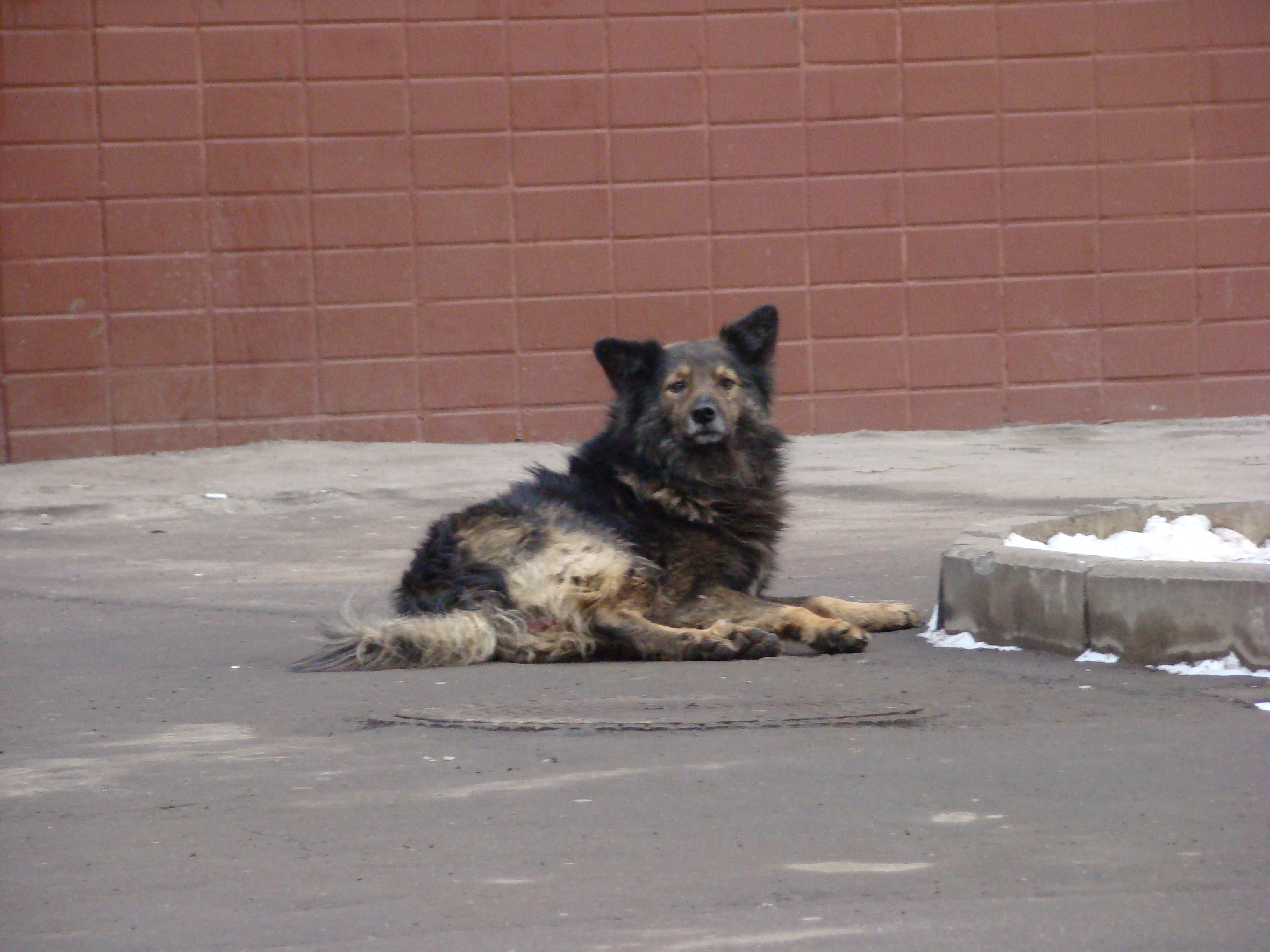
Бездомная собака в Москве

Бездомные животные в Москве — популяция не имеющих хозяев домашних животных, преимущественно бездомных собак и кошек, обитающих на территории города Москвы.
Правительством Москвы принимаются различные меры, направленные на решение этой проблемы, однако эффективность этих мер, так же, как и сама проблема бездомных животных, является предметом общественной дискуссии.
В 2011 году на содержание беспризорных собак в муниципальных приютах и их корм правительство Москвы выделило 780 миллионов рублей, что в пересчёте на одну бездомную собаку составляет 26 000 рублей.
С 2014 года 13 городских муниципальных приютов были переданы в ведение бюджетного учреждения. Правительство города Москвы приняло решение собак не усыплять, а содержать пожизненно. По состоянию на март 2015 года, в них содержатся 16 000 собак и менее 1000 кошек. Пристроить новым хозяевам удается не более 1 % собак из городских приютов. Как отмечает глава Всероссийского общества ответственных собаководов, кинолог Ольга Борисенко, московские муниципальные приюты выхаживают животных, но у них нет возможности социализировать диких собак, которые в них содержатся — эта задача стоит перед новым хозяином.

## История

### XIX век
О существовании бездомных животных в городе во второй половине XIX века свидетельствует журналист и писатель Владимир Гиляровский.
В своём репортаже «Ловля собак в Москве», опубликованном в 1887 году, Гиляровский
рассказывает, как осуществлялся отлов собак по постановлению городской думы Москвы 1886 года. В соответствии с этим законодательным актом, все бездомные собаки, замеченные на улицах города без ошейника и хозяина, должны были отлавливаться и помещаться на живодёрню Грибанова в деревню Котлы. Постановлением запрещалось проявлять жестокость в процессе отлова, а сам отлов должен был проводиться в ночное время. Если у пойманного животного находился хозяин, он мог выкупить свою собаку. По наблюдению Гиляровского, все происходило иначе — ловля собак была крайне жестокой. Ловцы старались выманить породистых собак из дворов с целью получения выкупа или продажи. На самой живодерне животные содержались в антисанитарных условиях и убивались при помощи дубины или петли.

### Регулирование численности бездомных животных в СССР
В период СССР отловом бездомных животных занимались службы городского хозяйства. За собаку ловец получал 1 рубль 20 копеек, за кошку — 40 копеек. Животные умертвлялись в герметичном кузове грузовика с помощью газа (по принципу «газвагена») или с помощью инъекции дитилина, в результате которого собака задыхалась. Трупы кремировались на специальных предприятиях. Также для отстрела собак привлекались охотники. Накануне проведения Олимпийских игр 1980 года, по данным защитников животных, в Москве были истреблены практически все беспризорные кошки и собаки.

## Действующее законодательство
Кодекс города Москвы об административных правонарушениях предусматривает ответственность за нарушение порядка регулирования численности, отлова и содержания безнадзорных домашних животных: нарушение установленного правовыми актами города Москвы порядка регулирования численности безнадзорных домашних животных — влечёт наложение административного штрафа на граждан, должностных лиц и юридических лиц; непринятие соответствующими организациями мер по отлову безнадзорных домашних животных на подведомственных им территориях — влечёт наложение административного штрафа на должностных лиц; нарушение установленных Правительством Москвы правил отлова и содержания безнадзорных домашних животных — влечёт наложение административного штрафа на должностных лиц и юридических лиц. Также Кодексом предусмотрена ответственность за совершение жестоких действий в отношении животных.

### Программа стерилизации бездомных собак (ОСВ)
В 1999 году после неоднократных обращений защитников животных к властям, в частности, Брижит Бардо и других деятелей культуры, отлов собак с последующим уничтожением в Москве был прекращён. В 2001 году в столице была введена альтернативная программа, предусматривающая стерилизацию бездомных собак с возвращением их в места отлова для свободного беспризорного обитания в городской среде.
В июне 2008 года распоряжением зама мэра Москвы отлов с возвращением в прежнюю среду был заменён на безвозвратный с размещением в муниципальных приютах. По словам председателя комиссии по экологической политике Мосгордумы Веры Степаненко, бездомные собаки содержатся в приютах в течение срока до 6 месяцев, после чего отпускаются. Постановление Правительства Москвы № 819-ПП по-прежнему предусматривает «стерилизацию самок с возвращением их на прежнее место обитания» в качестве «основного метода регулирования численности безнадзорных и бесхозяйных животных».
Эффективность и гуманность программы ОСВ оспаривается многими учёными зоологами и экологами. Так, на Международной Научно-практической конференции, посвящённой проблемам и способам регулирования численности бездомных животных: «Животные-компаньоны в современном обществе: проблемы содержания и обращение» признана её бесполезность и определённый вред наносимый экологии на основе исследований, проведённых в Харькове и Киеве, что свидетельствует о негативном влиянии метода ОСВ, применяемого к бездомным собакам, на охрану здоровья населения и санитарное благополучие населённых пунктов и доказывает недопустимость применения этого метода.

## Популяция бездомных животных в городе

### Численность
Как отмечают специалисты Института проблем экологии и эволюции им. А. Н. Северцова РАН, работ, которые отражали бы специфику демографической и популяционной структуры бездомных кошек в условиях крупного города, ранее не проводилось, поэтому их точная численность неизвестна.
Оценка численности бездомных собак в городе зависит от источника и времени.
- 23 000 особей — данные департамента ЖКХ Правительства Москвы на 2006 год[16];
- По данным руководителя московской службы по учёту численности бездомных собак Алексея Верещагина, число бездомных собак составляет 30 000 и много лет остаётся неизменным.[17][18]
- «Независимая газета» приводит цифру в 58 000 бездомных собак, ссылаясь на щит социальной рекламы, установленный в московском метро[19];
- Президент Российской ветеринарной ассоциации Александр Ткачев-Кузьмин приводит цифру в 70 000[6];
- По подсчётам Службы поиска домашних животных (данные на апрель 2008 года), в Москве обитают около 250 стай, по 5—8 собак в каждой.[20]
- Максимально известная цифра в 100 000 особей, получена Московским городским управлением лесами Федеральной службы Лесного хозяйства России путём «экстраполяции» числа в 1,4—1,5 тысяч бездомных животных, обитающих в двух московских парках на всю Москву (данные 2005 года).[21]
- В январе 2010 года кандидат биологических наук Андрей Поярков из Института имени Северцова, изучающий московских бездомных собак на протяжении около 30 лет, сообщил, что популяция бездомных собак саморегулируется, и предельное их число в столице — 35 000 особей.[22][23]

### Места обитания и миграция
Бездомные животные живут на рынках, в промзонах, во дворах или подъездах домов, реже — на свалках, в парках, улицах, в метро.
По данным председателя комиссии по экологии Мосгордумы Веры Степаненко, часть бездомных собак обитают на закрытых охраняемых территориях, их отлов с целью регулирования численности затруднён.

## Проблемы, связанные с бездомными животными
Беспризорные животные являются одной из угроз распространения бешенства и других заболеваний и инфицирования ими людей. Случаи покусов людей бездомными собаками, заражённых этим опасным заболеванием, фиксируются как в Москве, так и в сопредельной Московской области. Для предотвращения опасности заражения необходимо вакцинировать бездомных животных не реже одного раза в год.
Спорным является тезис о собаках как о «барьере для проникновения бешенства» в город. По мнению этолога Андрея Пояркова, городские бездомные собаки являются естественным биологическим барьером для проникновения в столицу бешенства и инфекций, которые могут быть привнесены заражёнными собаками и прочими животными из других мест. Однако другой биолог, заведующий кафедрой ветеринарной патологии аграрного факультета РУДН, профессор Владимир Макаров считает, что данный тезис — нонсенс, не имеет ни малейшего обоснования и рассчитан на обывателя. В 2004, 2005 и 2008 годах в городе были зафиксированы несчастные случаи, связанные с гибелью людей в результате нападения собачьих стай.
По свидетельству Татьяны Набатниковой бездомные собаки затрудняют оздоровительные пробежки в городе, бросаясь за бегущим человеком.
Ахмет Шарафетдинов, заместитель префекта ВАО, сообщил, что от жителей округа постоянно приходят жалобы на агрессивных животных и просьбы отловить их, и «этих заявок в разы больше, чем писем от зоозащитников».

### Влияние бездомных собак на городскую фауну
По данным Комиссии по редким, находящимся под угрозой исчезновения в условиях Москвы животных и растений, с начала 1980-х
годов установлены факты нападения стай бездомных собак на диких животных — лосей, пятнистых оленей, косуль. В 2000 году бездомными собаками была уничтожена последняя в Москве популяция барсуков. Преследованию собак подвергаются зайцы-беляки и русаки, лесные мышовки. Бездомные собаки являются доминирующими хищниками в городской экосистеме столицы, также уничтожая белок, ежей, поверхностно гнездящихся птиц, как полагают некоторые зоозащитники и учёные. Осенью 2004 года зайцы-беляки полностью исчезли из нескольких городских лесных массивов, в Серебряном бору, Теплостанском и Тропарёвском парках они были уничтожены местными бездомными собаками. Из 18 видов диких млекопитающих, занесённых в Красную книгу Москвы для пяти видов в качестве одного из лимитирующих факторов, влияющих на их обитание на территории города, указывается преследование их бездомными собаками. По мнению комиссии, стерилизация самок не устраняет эпизодическое пробуждение охотничьего инстинкта у держащихся стаями собак. Евгений Ильинский полагает, что «в Москве созданы все условия для доминирования бездомных собак как хищников на территории природных комплексов и лесопарковых зон».
Наземно-гнездящиеся птицы стали на грань полного истребления. Как считает председатель Союза охраны птиц России кандидат биологических наук Александр Мищенко, городские условия, включая парки, ни в коей мере не являются для собак и кошек условием их естественной свободы, так как эти хищники являются чуждыми для данных экосистем.
В Серебряном бору они научились выкапывать и съедать ежей. По мнению начальника управления охраны фауны, Московского городского управления лесами А. Грузнова, недостаточная борьба с бездомными животными является причиной безрезультативности работы по увеличению биологического разнообразия диких животных в Москве.
В 2005 году заведующий лабораторией охраны природы Московского региона Всероссийского научно-исследовательского института охраны природы, главный редактор Красной книги города Москвы, доктор биологических наук Борис Самойлов выразил озабоченность тем, что большое количество бездомных собак крайне негативно влияет на численность естественной фауны в городских лесопарках. При этом он отметил, что не считает ни стерилизацию, ни истребление собак достаточными мерами по борьбе с этой проблемой.
По данным газеты «Известия», в Национальном парке «Лосиный Остров» стаи из 10—15 голов каждую ночь, рассыпавшись в цепь, выходят на охоту. Хищники не брезгают любой дичью — отбивают от родителей молодых пятнистых оленей, кабанят, ловят белок, зайцев, горностаев и хорьков. Задрав оленя, собаки подолгу лежат рядом с окровавленной добычей.
Со ссылкой на сотрудников национального парка «Лосиный остров», газета «Московский Комсомолец» утверждает, что поголовье уникальных дальневосточных оленей в заповедной зоне национального парка активно уничтожается бездомными собаками. С 2005 года сотрудники стали находить обглоданные скелеты оленей, которые стали жертвой нападения стай бездомных собак. За одну зиму 2008—2009 года в результате нападения одичавших собак погибло 17 оленей, что составляет около 10 % от стада.
Учёные подчёркивают, что в рамках межвидового взаимодействия собаки и крысы чаще поддерживают нейтрализм — то есть отсутствуют явные влияния популяций одна на другую. Так, согласно материалам исследованию группы биологов Омского государственного педагогическогоо университета, проводивших исследования взаимодействие популяций крыс и бездомных собак в мегаполисах, опубликованном в журнале "Ветеринарная патология:
Хищничество собак по отношению к крысам в населённых пунктах незначительно и не наносит сколько-нибудь серьезный урон численности последних. Для подавляющего большинства собак-парий оно не является энергетически значимым, так как большую часть рациона они получают из других источников. (...) Кошки тоже редко становятся именно пищей собак, но, в отличие от крыс, кошки значительно чаще становятся их жертвами, что обусловлено тем, что грызуны обитают в более труднодоступных для собак местах. Умерщвление без поедания является формой нападения, при которых гибнут крысы и значительно чаще кошки: собаки-парии их обычно не едят, а, убив и наигравшись, бросают.
Учёные подчёркивают, что по их наблюдениям, контакт человека с уличными собаками оказывается более напряжённым, чем с серой крысой, так как места постоянного обитания крыс находятся в относительной изоляции от подавляющего большинства мест постоянного пребывания человека, а бездомные собаки являются постоянными посетителями общественных мест, дворов и детских игровых дворовых площадок. При этом собаки могут передавать человеку от крыс возбудителей инфекционных и инвазионных заболеваний; бруцеллёза, лептоспироза, листериоза, сальмонеллёза, туляремии, чумы грызунов, эризипелоида, бешенства, риккетсиозов, токсоплазмоза, трихинеллёза.
Научный сотрудник Института проблем экологии и эволюции, сотрудник лаборатории А. Пояркова Алексей Верещагин отмечает, что собаки редко едят крыс, но между ними существует другой фактор взаимодействия — присутствие собак сдерживает проникновение крыс на улицы. Кроме того, запах мочи хищника в два раза снижает интенсивность размножения грызунов, он уверен, что особого вреда собаки не наносят..
В 2005 году 40 деятелей культуры, среди которых Лев Лещенко, Владимир Винокур, Константин Райкин, направили письмо мэру Москвы, в котором они выразили беспокойство «истерией, подогреваемой несколькими малокомпетентными зоозащитниками, призывающими спасти природу путём уничтожения безнадзорных собак, составляющих её часть».

### Инциденты с бездомными собаками в Москве

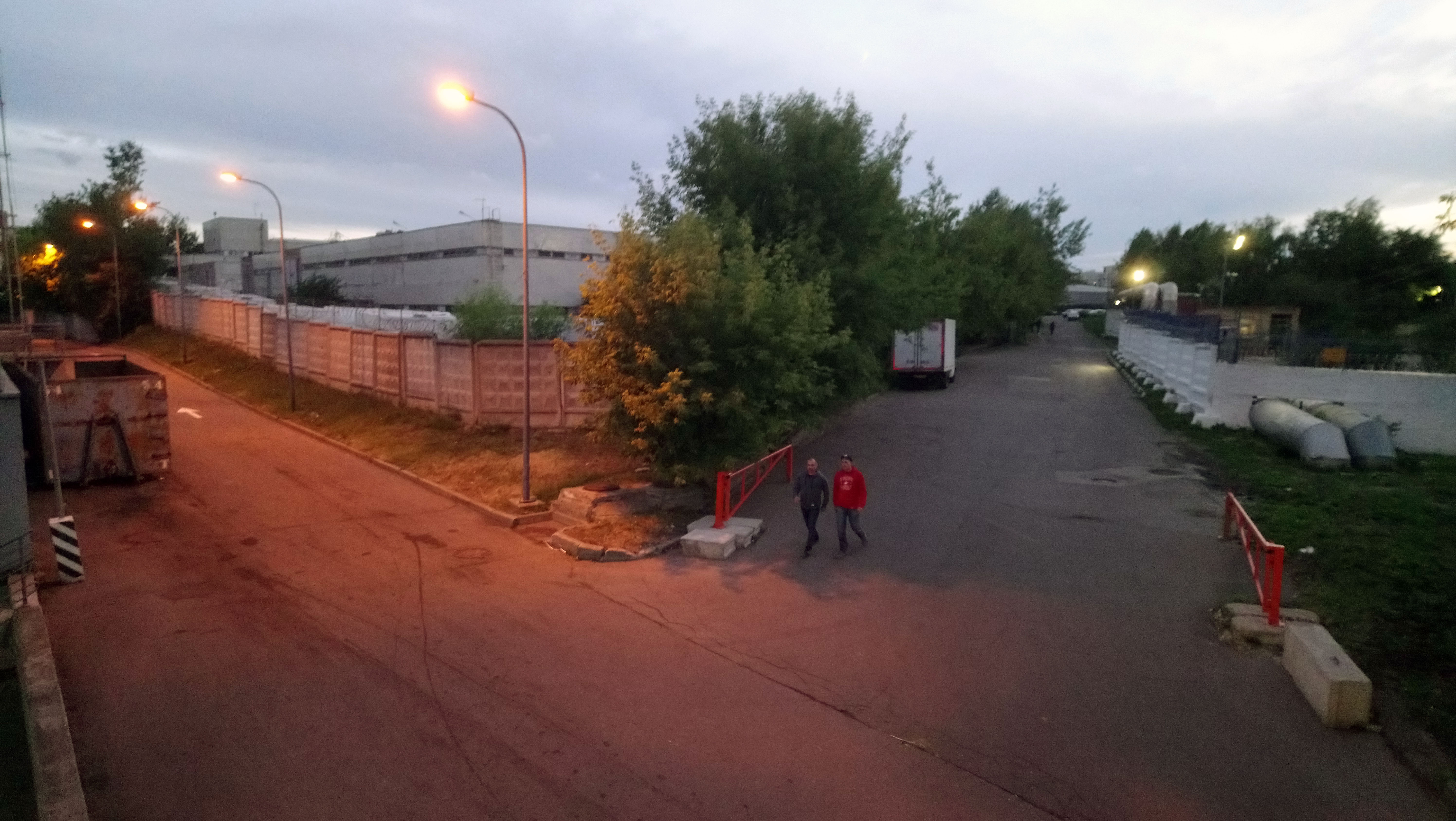
Промзона в Сигнальном проезде, где в 2004 году погибла Валентина Архипова после нападения на нее стаи из 30 собак

В январе 2004 года возле станции метро «Владыкино» стая собак напала на 52-летнюю Валентину Архипову, пришедшую их покормить. Через два дня она скончалась в больнице от укусов.
В 2005 году на территории гаражного кооператива «Нижние Мнёвники» был обнаружен труп местного сторожа. Как выяснили эксперты, человек погиб от кровопотери. На теле мужчины были обнаружены «множественные травмы ног и рук, характерные при нападении собак». Второй сторож сообщил, что на территории гаражей обитают четыре бездомные собаки, отличающиеся «особой злобностью». Отмечается, что они уже неоднократно нападали на людей.
В 2006 году инцидент со стаей, жившей на улице рядом с парком «Лосиный остров», стал предметом скандала. Местные пенсионеры построили импровизированный собачий городок для бездомных собак на детской площадке. По уверению пенсионеров, собаки детей не трогали, однако в администрацию «Лосиного острова» обратились с жалобой местные жильцы. Лесники парка выстрелили в животных. Зоозащитная организация «Вита» направила в прокуратуру запрос с просьбой наказать виновных в отстреле собак. Зоозащитники убеждены, что собак убили либо отравили при помощи яда. По версии представителей «Лосиного острова», зверей обездвижили при помощи препарата и вывезли в Московскую область, где выпустили.
По данным Центра защиты прав животных «Вита», в 2007 году в городе участились случаи отлавливания бездомных собак рабочими-мигрантами с целью употребления в пищу. В 2007 году сотрудники Управления по борьбе с экономическими преступлениями ГУВД г. Москвы выявили сеть ресторанов, где для приготовления пищи регулярно использовалось мясо бездомных собак, в том числе и больных, которых убивали и разделывали прямо на кухне.
По данным Роспотребнадзора, от укусов бешеных животных в Москве в 2007 году пострадали 104 человека. Всего же за медицинской помощью обратились свыше 27 тысяч человек, пострадавших от укусов животных, в том числе 4705 детей и 25 беременных женщин.
Только за первое полугодие 2008 года в Первую инфекционную больницу Москвы было госпитализировано 11 беременных женщин, пострадавших от укусов безнадзорных животных. Одним из побочных явлений профилактического лечения от бешенства для беременных является выкидыш.
В апреле 2008 года в Измайловском парке был атакован стаей безнадзорных собак 55-летний программист, кандидат технических наук Владимир Гайдаржинский. Неделю спустя он скончался в больнице от множественных рваных ран, вызванных покусами.
Стая бездомных собак, проникшая на территорию аэропорта Внуково в июле 2009 года, препятствовала посадке двух пассажирских самолётов, в результате чего в работе аэропорта произошёл серьёзный сбой.
В апреле 2009 года была застрелена одна из трёх собак, живших в подъезде пятиэтажного дома. бездомных собак подселили туда жильцы, которые уверяют, что собаки не приносили никому проблем, а, напротив, давали «чувство защищённости».
Осенью 2013 года московские догхантеры начали кормить усыпляющими приманками бездомных псов в парке Коломенское, где, по данным ВГТРК, было много собак .

### Бездомные животные и заболевания, передающиеся людям
Первые за 50 лет случаи заражения собак бешенством были зафиксированы на территории Москвы в 2006 году. В 2007 году бешенство было выявлено у двух собак в Зеленоградском Административном округе. В декабре 2009 года в московском районе Кузьминки был отловлен бездомный пёс, покусавший 32 человек, 14 из которых пришлось госпитализировать. Выяснилось, что пёс был болен бешенством.
По данным профессора Владимира Макарова на 2006 год, до 40 % бездомных собак в Москве заражены токсокарозом (паразитными червями).

## Причины существования бездомных животных

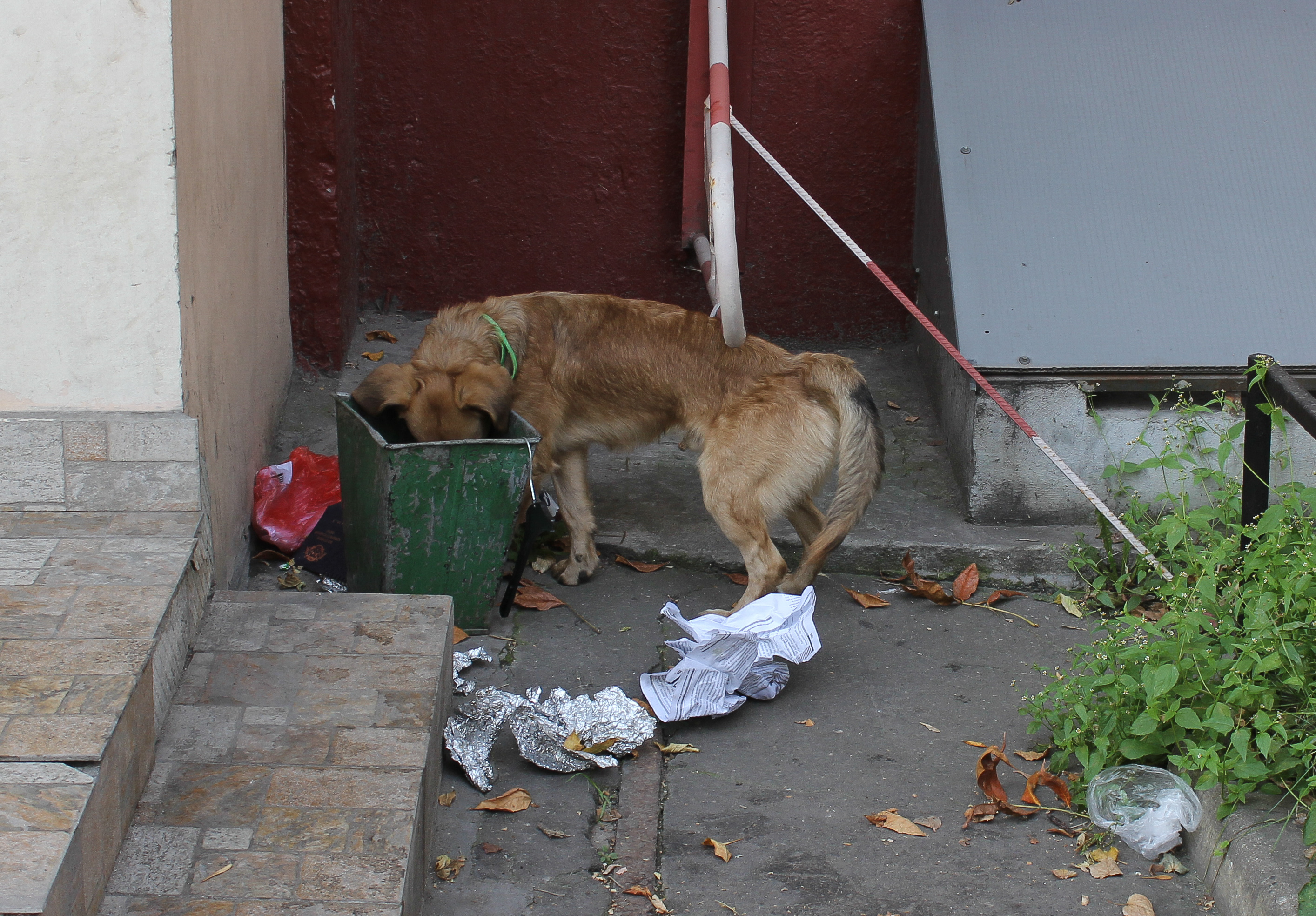
Уличная собака ест из урны в Москве

Подавляющее большинство бездомных собак в Москве были рождены на улице. По данным фонда «Сирин», который в 1997 году провёл мониторинг по заказу Правительства Москвы, в городе лишь 1 процент из бездомных собак — это животные, брошенные или потерянные своими хозяевами. Остальные собаки — бездомные не в первом поколении. Схожие данные приводит биолог Андрей Поярков, занимающийся изучением бездомных собак. По оценкам Пояркова, на улице выживает менее 3 процентов выброшенных или потерянных животных.
Причинами увеличения популяции бездомных животных называются следующие:
- Наличие кормовой базы, формируемой остатками пищи в мусорных контейнерах, а также намеренным прикармливанием собак, что при отсутствии применения стерилизации сук усиливает темп размножения животных.[69] В частности, Алексей Верещагин, руководитель московской службы по учёту численности бездомных собак, называет свалки в качестве «пищевого ресурса» бездомных собак, который он призывает ограничить.[70] Доктор биологических наук, редактор «Красной книги Москвы» Борис Самойлов связывает рост численности собак в Москве с появлением большого количества автостоянок, которые охраняют подкармливаемые охранниками, но юридически никому не принадлежащие собаки[71]. Директор ГУП «Заказчик внешнего благоустройства СВАО», которое занимается отловом бездомных животных в СВАО г. Москвы, Андрей Акимов также называет в качестве основных пунктов бесконтрольного размножения бездомных собак огороженные и охраняемые территории (такие, как автостоянки, строительные площадки, промышленные предприятия, больницы и т. д.). Отмечаются проблемы размножения в геометрической прогрессии прикормленных щенков, миграции разрастающейся стаи за счёт недостатка изначальной кормовой базы, а также проблема стаи, остающейся на месте после того, как строительство завершается и охранники покидают площадку.[72]
- Низкий уровень спроса на забранных с улицы бездомных животных. Президент центра защиты прав животных «Вита» в качестве одной из основных причин сложности решения проблемы популяций бездомных животных называет отсутствие законодательной базы в области регулировании деятельности заводчиков собак в городе, что приводит к популярности породистых животных и снижает эффективность пристройства отловленных бездомных животных.[73][74] Обозреватель «Радио „Свобода“» Владимир Бабурин отмечает отличие менталитета в России, где предпочитают заводить животных модных пород и тратить на их косметические процедуры значительные суммы, и США, где богатые люди зачастую берут животных из приютов.[75]

## Перспективы решения проблемы

### Ситуация после 2007 года
С декабря 2007 года решение вопроса с бездомными животными было поручено префектурам. Бригада ловцов выезжает только по заявкам из управ на основании письменных заявлений от граждан. Телефонные заявки не принимаются, к заявлению чиновники рекомендуют приложить фотографию конкретной беспризорной собаки, чьё поведение чрезмерно агрессивно, которая и будет после отлова помещена в приют. По свидетельству журналистов газеты «Известия» и данным некоторых зоозащитных организаций, нынешний регламент отлова таков: ловец дует в трубку, откуда вылетает и втыкается в животное шприц с успокаивающим и болеутолящим медикаментом рометаром. После укола собака убегает и пытается спрятаться, расслабляясь не ранее чем через 20 минут. Зверь не засыпает, а только садится или ложится. Затем ловцы должны разыскать собаку, обойдя весь район, в случае обнаружения накинуть на неё петлю и увести в машину. Всю стаю, особенно осторожных собак, таким способом отловить не просто. Чаще всего бригада ловцов отлавливает в лучшем случае одну-две собаки, остальные разбегаются, после того как первый шприц попал в одну из собак. Отловленных собак отвозят в муниципальный приют, либо после стерилизации возвращают туда, где поймали.
По данным зоозащитника Ильи Блувштейна, некоторые подрядчики, выполняющие поручения по отлову, используют летающий шприц с дитилином, не оставляющим собаке шансов на выживание.
По состоянию на ноябрь 2008 г. в Москве стаи бездомных собак обитают практически возле каждого вестибюля метро, на самих станциях и в вагонах метро в парках, в промзонах и даже на детских площадках, где их подкармливают опекуны и другие любители животных.
Мэр Москвы Юрий Лужков в 2008 году признал рост числа бездомных собак в городе тяжёлой нерешённой проблемой. В том же году Первый заместитель мэра Москвы Петр Бирюков предложил вместо истребления вывозить бездомных собак в другие регионы России. В Мосгордуме в 2008 году, для повышения эффективности работы и координации городских служб, было предложено создание единой городской базы по бездомным животным, которая также послужила бы для оптимизации расходов бюджета на содержание бездомных животных и дисциплине владельцев животных.
Свободное обитание стай безнадзорных собак на городских улицах вызывает проявления жестокости со стороны граждан, которые прибегают к незаконным методам, в частности, отравляя собак при помощи ядовитых приманок.
Доктор биологических наук, редактор «Красной книги Москвы» Борис Самойлов предлагает законодательно обязать владельцев стоянок закрепить за собой одну собаку и нести за неё ответственность. Остальных животных он предлагает направлять в приюты, и считает более правильным безболезненно усыпить их там, чем стерилизовать и выпускать обратно на улицы.
Российские зоозащитники в качестве причины увеличения численности бездомных собак называют отсутствие государственного контроля над разведением животных при имеющемся, по их данным, перенасыщении рынка, а также в отсутствии налогообложения бизнеса заводчиков и хозяев нестерилизованных животных.
Согласно оценкам, в конце 2008 года в Москве насчитывалось около 26 000 бездомных собак. В 2009 году эта цифра ненамного уменьшилась в связи с открытием ряда приютов для животных, однако уже в 2011 году число бездомных собак увеличилось до 30 тысяч.

### Мнение московских властей
В декабре 2010 года мэр Москвы Сергей Собянин, отвечая на вопросы, заданные на странице РИА Новости в сети Facebook, сообщил, что «Правительство Москвы уделяет пристальное внимание вопросам содержания бесхозных животных. В городе действует программа гуманного регулирования численности животных, принимаются меры по предотвращению заноса в город бешенства и других опасных заболеваний, строятся приюты для содержания бесхозных кошек и собак.». Также мэр отметил, что в приютах «большую работу по уходу за бесхозными животными ведут гражданские активисты и волонтеры».

### Мнение журналистов
Согласно статье Михаил Фомичева на сайте государственного информационного агентства РИА Новости на 2009 год, бездомные собаки обитают у вестибюлей метро, в промышленных зонах, на детских площадках, где их подкармливают пищевыми отходами любители животных. Численность бездомных собак составляет, по разным источникам, от 23 тысяч до 100 тысяч особей. Ежегодно до 30 тысяч человек в Москве страдают от укусов, тяжёлых травм и увечий, наносимых собаками.

### Программа строительства «мегаприютов»

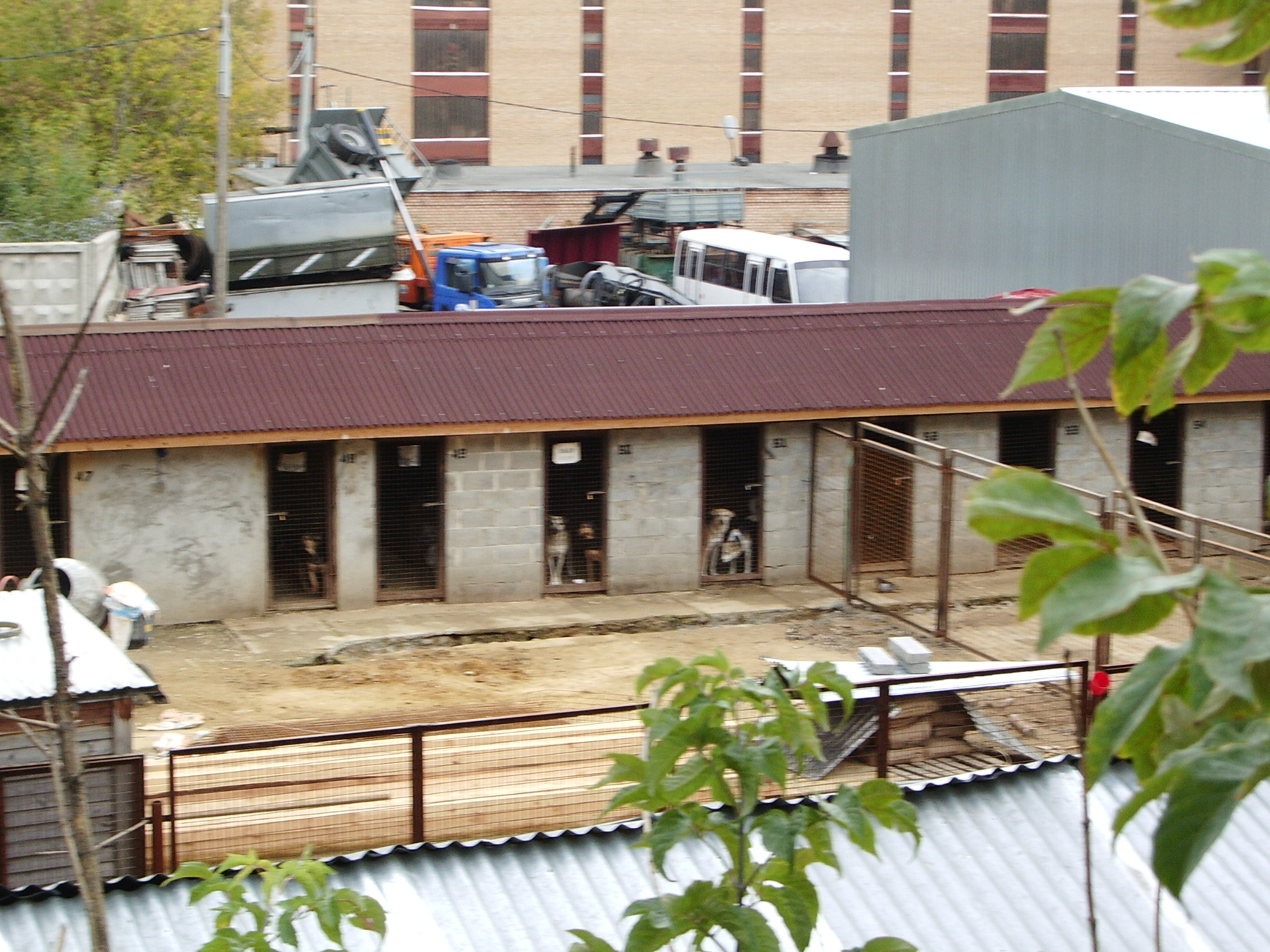
Приют для бездомных собак на улице Зорге

Акция против строительства «мегаприютов» для бездомных собак в Москве

Защитники животных, в частности, Центр защиты прав животных «Вита», выступают против строительства «мегаприютов», полагая, что в них «просто будет проводиться массовая эвтаназия», в том числе, здоровых животных. По мнению Виты, вместо этого властям города стоит поддерживать создателей частных приютов.
По мнению префекта САО г. Москвы Юрия Хардикова, содержание одной собаки в государственном приюте в Москве, включая затраты на электроэнергию, работу персонала и еду составляет до 2000$ в месяц.
В ноябре 2009 года жители улицы Авиаторов на западе Москвы пожаловались журналистам ВГТРК на соседство с вновь построенным муниципальным приютом для бездомных животных, расположившимся в 150 метрах от жилых домов. Их раздражал специфический запах и непрекращающийся круглые сутки лай.

### Акция «Возьми меня»
Осенью 2009 года в Москве началась кампания «Возьми меня», призывающая москвичей взять себе домой собак из приюта. Рекламные плакаты, на которых в обнимку с животными изображены популярные актёры Александр Лазарев-младший, Алексей Серебряков и Дмитрий Певцов, размещены в вагонах московского метрополитена. Акцию поддержало Правительство Москвы
Социализацию и адаптацию, а также обучение и дрессировку бездомных животных, находящихся в приютах или на передержках с планированием пристройства, осуществляют для собак — кинологические организации (например, в России этой деятельностью занимается, в частности, Благотворительный фонд «Доброе сердце собаки» при Федерации военного собаководства); для обоих распространённых видов бездомных животных — частные приюты, волонтёры и кураторы в муниципальных приютах, либо самостоятельно.
Биологи Борис Самойлов и Андрей Поярков считают, что одомашнить бездомную собаку практически невозможно.

## Переход к пожизненному содержанию
С 2014 года 13 городских муниципальных приютов были переданы в управление ГБУ «Доринвест». Этому предшествовал коррупционный скандал, выявленный Контрольно-счетной палатой Москвы. В 2013 году было расхищено 706 миллионов рублей, выделенных городом на содержание бездомных собак. Аукционы по освоению бюджетных денег выигрывали частные фирмы и зоозащитные организации. Против руководства двух из них — директора Благотворительной автономной организации «Эко» Веры Петросьян, которой принадлежали 6 крупнейших приютов на 12 000 собак и заместителя директора ветеринарного центра «Лига» Александра Ткачева-Кузьмина были возбуждены уголовные дела о мошенничестве.
Также Правительство города Москвы приняло решение отказаться от программы ОСВ и содержать собак в приютах пожизненно. На питание одной собаки город выделял в 2014 году 147 рублей в сутки. По состоянию на март 2015 года, в муниципальных приютах содержались 16 000 собак и менее 1000 кошек. Пристроить новым хозяевам удается не более 1 % собак из городских приютов. В частности, за 2014 год два приюта ГБУ «Доринвест» — «Зеленоград» и «Зоорассвет» пристроили в семьи 74 собаки и 16 кошек, при этом, по состоянию на март 2015 года, в них находились 800 собак и 64 кошки.

### Незаконные методы борьбы с бездомными животными
Согласно Регламенту по отлову, транспортировке, стерилизации, содержанию, учету и регистрации безнадзорных и бродячих кошек и собак в г. Москве к осуществелнию регулирования численности бездомных животных в Москве допускаются только организации, имеющие лицензию на ведение лечебно-профилактической ветеринарной деятельности, прошедшие конкурсы на размещение городского заказа на отлов и кастрацию (стерилизацию) бездомных животных. Кодекс Москвы об административных правонарушениях запрещает умерщвление животного, за исключением случаев, в которых законодательством города Москвы допускается умерщвление животного. Однако в Москве отмечаются случаи незаконного жестокого истребления бездомных животных с помощью оружия и ядов, а также замуровывания в подвалах жилых зданий.
В октябре 2010 года Прокуратурой Москвы были признан незаконным Порядок регулирования численности бездомных животных, предусматривающий не только их отлов, но и последующее уничтожение, утверждённый первым заместителем мэра Москвы Бирюковым П. П. Прокуратура отмечает, что их умерщвление в случаях, непредусмотренных законодательством, является негуманным.

Заместитель директора научного центра социальной и судебной психиатрии имени В. П. Сербского Зураб Кекелидзе, комментируя три конкретных случая незаконных отстрелов бездомных собак, описанных журналистами, высказал следующее мнение: 
Есть два варианта. Первый — человек, отстреливающий собак, вероятно, болен серьезным психическим заболеванием и нуждается в принудительном лечении. Второй, наиболее вероятный, — это проявление морального помешательства. Это означает, что у человека отсутствует понятие морали. С такими людьми абсолютно бесполезно обсуждать, что морально, а что аморально.
См. также Дело Худоярова.

## Проблематика заболеваний бездомных кошек
Существует ряд заболеваний у бездомных кошек, на которые следовало бы обратить особое внимание, так как они могут передаваться человеку и опасны для его здоровья. Вместе с тем адекватное лечение бездомных кошек и человека полностью убирает такие риски.
К заболеваниям, представляющим опасность для здоровья человека, относятся бешенство, дерматомикозы, туберкулёз, токсоплазмоз, хламидиоз, сальмонеллёз, гемобартонеллёз. Кошки могут передавать человеку возбудителя бациллярного ангиоматоза (так называемой болезни кошачьих царапин). Во многих странах — США, Франции, Швеции, Германии, Греции, Испании, Словении, Швейцарии, Польше, а также в России возбудитель этого заболевания был выделен в лабораторных условиях из кошачьих блох. Экспериментально было показано, что блохи C. felis могут играть исключительную роль в распространении возбудителя бациллярного ангиоматоза среди кошек. При отсутствии блох инфицирование кошек в экспериментальных условиях не происходило. Однако участие кошачьих блох в передаче этой инфекции человеку всё ещё не доказано (Slater et al., 1990; Regnery et al., 1992; Lucey et al., 1992).
Блохи кошек при укусах могут передавать человеку возбудителей крысиного тифа и псевдотифа мышей. Эта инфекция встречается довольно редко. От блох кошек в США и Европе также выделен возбудитель болезни Лайма, а в Италии — возбудитель марсельской лихорадки (Богданова, 2005). Кошачьи блохи, кроме того, являются промежуточными хозяевами кишечного паразита кошек и собак — паразитического ленточного червя (лат. Dipylidium caninum), который, благодаря специфической форме тела, иногда называют тыквовидным или огуречным цепнем. Изредка этот паразит поражает и человека.
Токсоплазмозом болеют многие животные — и дикие, и домашние (кошки, собаки, кролики, обезьяны, свинки, мышки, суслики, куры, голуби и т. д. — всего около 300 видов млекопитающих и 60 видов птиц). Человек тоже болеет. Однако для заражения этим заболеванием от кошек необходим тесный и длительный контакт с кошачьими фекалиями, что крайне редко имеет место в быту.
Заражение бешенством от кошек возможно, но гораздо менее вероятно, чем от собак или иных животных.
Ещё одно заболевание, которым можно заразиться от котов, — стригущий лишай, или дерматомикоз. Данное заболевание вызывают мельчайшие патогенные грибки. У котов заболевание выражается, как правило, появлением округлых участков, которые облысели, то есть шерсть выпала. Однако это заболевание очень хорошо поддаётся лечению как у кошек, так и у человека.
Гельминтозы — ещё одно очень частое общее заболевание собак, человека, иногда - кошек. Народное название данного заболевания звучит просто — глисты. Чаще всего паразиты, которые возбуждают данную болезнь, поражают желудочно-кишечный тракт. Возбудители бывают следующих видов: трематоды, нематоды, цестоды. Заболевание хорошо лечится.

## Приюты для бездомных собак и кошек
Кроме муниципальных приютов, с конца 1980-х годов существуют частные приюты, не получающие никакой поддержки от государства.
По данным заместителя мэра Москвы Петра Бирюкова, в 2009 году содержание одного животного в муниципальном приюте обходилось в 176 рублей в день, или 62240 рублей в год.. По подсчётам Уральской ассоциации практикующих ветеринарных врачей, это дороже отстрела при подсчёте затрат для одного года, однако при пересчёте на более долгосрочный период отстрел бездомных собак обошёлся бы в целом дороже.